# احسان قائم‌مقامی
احسان قائم‌مقامی (زادهٔ ۲۰ مرداد ۱۳۶۱) اولین استاد بزرگ شطرنج ایران است که در سال ۲۰۰۱ به این مقام دست یافته‌است. وی در ژوئن ۲۰۲۰، در رده چهارم شطرنج‌بازان ایران قرار دارد.او از نوادگان قائم مقام فراهانی است. او در سال ۱۳۸۲ با شایسته قادرپور، شطرنج باز و استاد بین المللی زنان ازدواج کرد، اما این ازدواج در نهایت به جدایی ختم شد. همسر سابق وی هم اکنون در آمریکا ساکن است. او سپس با محبوبه سلیمان پور ازدواج کرد و یک فرزند دختر بنام سوفیا دارد.

## افتخارات
قائم‌مقامی با کسب ۱۳ عنوان قهرمانی در مسابقات قهرمانی شطرنج ایران در این زمینه رکورددار است.
وی به مدت ۱۳ سال رکوردار بالاترین ریتینگ بین‌المللی کسب شده در فدراسیون جهانی شطرنج (۲۶۳۳) در بین شطرنج بازان ایرانی بود. پس از این مدت، رکورد ریتینگ ایران توسط پرهام مقصودلو به ۲۶۸۹ و سپس توسط علی‌رضا فیروزجا به ۲۷۲۸ ارتقا یافت. 
وی در یک دوره بازی مقابل آناتولی کارپوف از قهرمانان اسطوره‌ای جهان که در تهران در بهمن ماه ۱۳۸۷ برگزار شد توانست در مجموع امتیازات ۱۰٫۵–۹٫۵ رقیب خود را شکست دهد. در این مسابقه‌ها برتری او به خصوص در رده بازی‌های سریع و برق آسا بود.
او خود را مدیون استادانش احمد عرب بافرانی، رضا عباسی و مجید کاتبی می‌داند.
قائم‌مقامی در جام جهانی شطرنج در سال ۲۰۱۹ با برتری مقابل یو یانگ‌یی چینی با ریتینگ ۲۷۶۳، رکورددار بهترین پیروزی تاریخ شطرنج ایران شد. رکوردی که پس از آن در ژانویه سال ۲۰۲۰ توسط علیرضا فیروزجا و با غلبه بر آنیش گیری با ریتینگ ۲۷۶۸ شکسته شد.

## ثبت رکورد در گینس
احسان قائم‌مقامی، استاد بزرگ شطرنج، رقابت سیمولتانه (هم‌زمان) خود با ۶۱۴ شطرنج‌باز را که بیش از ۲۵ ساعت به طول انجامید با کسب ۵۹۰ پیروزی به پایان رساند.
مسابقه سیمولتانه احسان قائم‌مقامی با ۶۱۴ شطرنج‌باز که از ساعت ۱۰:۱۰ سه شنبه ۹ بهمن ۱۳۸۹ در دانشگاه شهید بهشتی آغاز شده بود پس از گذشت بیش از ۲۵ ساعت و ثبت رکورد جدیدی توسط وی به پایان رسید.
قائم‌مقامی در این رقابت با انجام بیش از ۵۶ کیلومتر پیاده‌روی صاحب ۵۹۰ پیروزی شد. وی همچنین در ۱۶ دیدار به نتیجه تساوی رضایت و نتیجه ۸ دیدار را هم واگذار کرد. بدین ترتیب این استاد بزرگ شطرنج، با کسب بیش از ۹۰ درصد امتیازات لازم رکورددار مسابقات سیمولتانه شد تا نامش در کتاب رکوردداران جهان گینس ثبت شود.

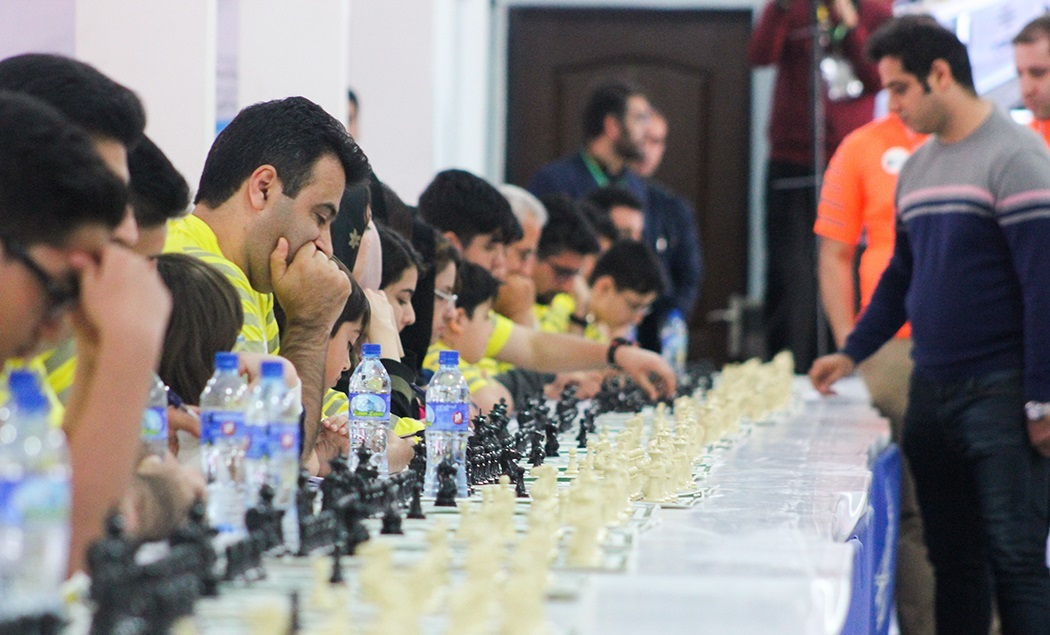
قائم‌مقامی در مسابقات بازی‌های همزمان، ۱۹ آوریل ۲۰۱۸، رشت.